# Нью-Бендон
Нью-Бендон (англ. New Bandon) — парафія в Канаді, у провінції Нью-Брансвік, у складі графства Глостер.

## Населення
За даними перепису 2016 року, парафія нараховувала 1214 осіб, показавши зростання на 2,0%, порівняно з 2011-м роком. Середня густина населення становила 3,4 осіб/км².
З офіційних мов обидвома одночасно володіли 475 жителів, тільки англійською — 410, тільки французькою — 325. Усього 5 осіб вважали рідною мовою не одну з офіційних.
Працездатне населення становило 59,3% усього населення, рівень безробіття — 12,5% (14,3% серед чоловіків та 12,1% серед жінок). 86,7% осіб були найманими працівниками, а 11,7% — самозайнятими.
Середній дохід на особу становив $39 591 (медіана $26 912), при цьому для чоловіків — $51 275, а для жінок $27 585 (медіани — $34 432 та $20 864 відповідно).
22,3% мешканців мали закінчену шкільну освіту, не мали закінченої шкільної освіти — 34,9%, 43,3% мали післяшкільну освіту, з яких 21,5% мали диплом бакалавра, або вищий.
| Статево-вікова структура населення | Статево-вікова структура населення | Статево-вікова структура населення | Статево-вікова структура населення | Статево-вікова структура населення |
| ---------------------------------- | ---------------------------------- | ---------------------------------- | ---------------------------------- | ---------------------------------- |
|                                    |                                    |                                    |                                    |                                    |
| Всього                             | Всього                             | 51,0%49,0%                         |                                    |                                    |
| 0 — 14 років                       | 0 — 14 років                       |                                    | 9%                                 | 9%                                 |
| 15 — 64 років                      | 15 — 64 років                      |                                    | 62,7%                              | 62,7%                              |
| 65 і більше                        | 65 і більше                        |                                    | 28,3%                              | 28,3%                              |
| 85 і більше                        | 85 і більше                        |                                    | 2,9%                               | 2,9%                               |
| Середній вік (років)               | Середній вік (років)               | 51,8                               | 51,8                               | 51,8                               |
| Медіана (років)                    | Медіана (років)                    | 55,755,9                           | 55,8                               | 55,8                               |
| — чоловіки — жінки                 |                                    |                                    |                                    |                                    |

| Походження мешканців:     | Походження мешканців:     | Походження мешканців: | Походження мешканців: | Походження мешканців: |
| ------------------------- | ------------------------- | --------------------- | --------------------- | --------------------- |
| Походження                |                           |                       | осіб                  | %                     |
| Корінні американці        | Корінні американці        |                       | 35                    | 2.88%                 |
| Інше північноамериканське | Інше північноамериканське |                       | 785                   | 64.61%                |
| Європейське               | Європейське               |                       | 600                   | 49.38%                |
| британське                | британське                |                       | 405                   | 33.33%                |
| французьке                | французьке                |                       | 225                   | 18.52%                |

| Зайнятість населення за галузями (за класифікацією NOC): | Зайнятість населення за галузями (за класифікацією NOC): | Зайнятість населення за галузями (за класифікацією NOC): | Зайнятість населення за галузями (за класифікацією NOC): | Зайнятість населення за галузями (за класифікацією NOC): |
| -------------------------------------------------------- | -------------------------------------------------------- | -------------------------------------------------------- | -------------------------------------------------------- | -------------------------------------------------------- |
|                                                          |                                                          |                                                          |                                                          |                                                          |
| Управління                                               | Управління                                               |                                                          | 1,6%                                                     | 1,6%                                                     |
| Бізнес, фінанси та адміністрування                       | Бізнес, фінанси та адміністрування                       |                                                          | 13,5%                                                    | 13,5%                                                    |
| Природничі та прикладні науки                            | Природничі та прикладні науки                            |                                                          | 7,9%                                                     | 7,9%                                                     |
| Охорона здоров'я                                         | Охорона здоров'я                                         |                                                          | 7,1%                                                     | 7,1%                                                     |
| Освіта, правозахист, муніципальні та урядові служби      | Освіта, правозахист, муніципальні та урядові служби      |                                                          | 6,3%                                                     | 6,3%                                                     |
| Мистецтво, культура, відпочинок та спорт                 | Мистецтво, культура, відпочинок та спорт                 |                                                          | 1,6%                                                     | 1,6%                                                     |
| Роздрібна торгівля та послуги                            | Роздрібна торгівля та послуги                            |                                                          | 15,1%                                                    | 15,1%                                                    |
| Гуртова торгівля, транспорт та обладнання                | Гуртова торгівля, транспорт та обладнання                |                                                          | 13,5%                                                    | 13,5%                                                    |
| Природні ресурси, сільське господарство                  | Природні ресурси, сільське господарство                  |                                                          | 23,8%                                                    | 23,8%                                                    |
| Виробництво                                              | Виробництво                                              |                                                          | 11,1%                                                    | 11,1%                                                    |

## Клімат
Середня річна температура становить 4,1°C, середня максимальна – 21,7°C, а середня мінімальна – -15,9°C. Середня річна кількість опадів – 1 089 мм.
| Клімат поселення                              | Клімат поселення | Клімат поселення | Клімат поселення | Клімат поселення | Клімат поселення | Клімат поселення | Клімат поселення | Клімат поселення | Клімат поселення | Клімат поселення | Клімат поселення | Клімат поселення | Клімат поселення |
| Показник                                      | Січ.             | Лют.             | Бер.             | Квіт.            | Трав.            | Черв.            | Лип.             | Серп.            | Вер.             | Жовт.            | Лист.            | Груд.            |                  |
| Середній максимум, °C                         | −4,98            | −4,47            | 0,94             | 7,14             | 13,78            | 19,71            | 21,71            | 21,08            | 15,95            | 10,05            | 4,10             | −2,66            |                  |
| Середня температура, °C                       | −10,44           | −9,94            | −4,53            | 1,68             | 8,30             | 14,23            | 18,29            | 17,70            | 12,52            | 6,60             | 0,70             | −6,08            |                  |
| Середній мінімум, °C                          | −15,91           | −15,4            | −10              | −3,79            | 2,84             | 8,76             | 14,88            | 14,28            | 9,12             | 3,22             | −2,74            | −9,48            |                  |
| Норма опадів, мм                              | 91               | 68               | 83               | 75               | 94               | 84               | 96               | 102              | 82               | 108              | 104              | 102              |                  |
| Середньомісячна швидкість вітру, м/с          | 4.81             | 4.66             | 4.59             | 4.35             | 4.04             | 3.66             | 3.32             | 3.38             | 3.70             | 4.22             | 4.46             | 4.78             |                  |
| Середньомісячна сонячна радіація, кДж/м²·день | 4889             | 8390             | 12459            | 15682            | 18450            | 20368            | 19790            | 17354            | 12649            | 7802             | 4527             | 3559             |                  |
| --------------------------------------------- | ---------------- | ---------------- | ---------------- | ---------------- | ---------------- | ---------------- | ---------------- | ---------------- | ---------------- | ---------------- | ---------------- | ---------------- | ---------------- |
| Джерело:                                      |                  |                  |                  |                  |                  |                  |                  |                  |                  |                  |                  |                  |                  |